# Distrito de Giurgiu
Giurgiu es un distrito (judeţ) de Rumanía cuya capital es la ciudad de Giurgiu.

## Fronteras
- Distrito de Călăraşi al este.
- Distrito de Teleorman al oeste.
- Distritos de Ilfov y Dâmboviţa al norte.
- Bulgaria al sur.

## Demografía
En 2002 tenía una población de 297.859 con una densidad de población de 84 hab/km².
- Rumanos: 96%[1]
- Gitanos: 3.5% y otras minorías.

| Año  | N.º habitantes |
| ---- | -------------- |
| 1948 | 313,793        |
| 1956 | 325,045        |
| 1966 | 320,120        |
| 1977 | 327,494        |
| 1992 | 313,352        |
| 2002 | 297,859        |

## Economía
Las industrias predominantes en el distrito son:
- Industria alimentaria y de bebida.
- Industria textil.
- Industria química.
- Industria maderera y carpintera.
- Industria de componentes mecánicos

La agricultura es la principal ocupación del distrito.

## Divisiones administrativas
El distrito tiene 1 municipalidad, 3 ciudades y 51 comunas.

### Municipalidades
- Giurgiu

### Ciudades
- Bolintin-Vale
- Mihăileşti

### Comunas
- Adunaţii-Copăceni
- Băneasa
- Bolintin-Deal
- Bucşani
- Bulbucata
- Buturugeni
- Călugăreni
- Clejani
- Colibaşi
- Comana
- Cosoba
- Crevedia Mare
- Daia
- Floreşti-Stoeneşti
- Frăteşti
- Găiseni
- Găujani
- Ghimpaţi
- Gogoşari
- Gostinari
- Gostinu
- Grădinari
- Greaca
- Herăşti
- Hotarele
- Iepureşti
- Izvoarele
- Joiţa
- Letca Nouă
- Malu
- Mârşa
- Mihai Bravu
- Ogrezeni
- Oinacu
- Prundu
- Putineiu
- Răsuceni
- Roata de Jos
- Săbăreni
- Schitu
- Singureni
- Slobozia
- Stăneşti
- Stoeneşti
- Toporu
- Ulmi
- Valea Dragului
- Vânătorii Mici
- Vărăşti
- Vedea